# UWA世界ライト級王座
UWA世界ライト級王座は、UWAが管理、認定していた王座。

## 歴史
1975年、LLIが創設。
1997年、LLIが解散。
LLIが解散後もタイトルマッチは行われていた。その後、空位となって事実上封印状態となる。
2015年9月3日、ファイト・オブ・ザ・リング新木場1stRING大会で第18代王座決定戦が行われて勝利した長瀬館長が第18代王者になった。9月12日、管理団体がファイト・オブ・ザ・リングに移った。

## 歴代王者
| 歴代   | 選手                       | 戴冠回数 | 獲得日付       | 獲得場所 （対戦相手・その他）       |
| ------ | -------------------------- | -------- | -------------- | ----------------------------------- |
| 初代   | エル・マテマティコ         | 1        | 1975年12月21日 | イダルゴ州パチューカ ハシ・マサタカ |
| 第2代  | エル・シグノ               | 1        | 1976年12月28日 | メキシコシティ 1978年3月19日返上    |
| 第3代  | ブラックマン               | 1        | 1978年9月10日  | メキシコシティ エル・マテマティコ   |
| 第4代  | ブラック・テリー           | 1        | 1981年9月30日  | メキシコシティ                      |
| 第5代  | ネグロ・カサス             | 1        | 1984年1月1日   | メキシコシティ                      |
| 第6代  | エル・イホ・デル・サント   | 1        | 1984年10月28日 | メキシコシティ                      |
| 第7代  | アリスト・トゥール1号      | 1        | 1985年7月14日  | メキシコシティ                      |
| 第8代  | エル・イホ・デル・サント   | 2        | 1985年9月1日   | メキシコシティ                      |
| 第9代  | エル・エスパント・ジュニア | 1        | 1987年7月26日  | コアウイラ州トレオン                |
| 第10代 | エル・イホ・デル・サント   | 3        | 1988年5月1日   | メヒコ州ナウカルパン 1991年1月返上  |
| 第11代 | ラセール                   | 1        | 1991年2月5日   | プエブラ州プエブラ エル・カリファ   |
| 第12代 | ロッキー・サンタナ         | 1        | 1992年9月6日   | 後楽園ホール                        |
| 第13代 | ラセール                   | 2        | 1992年9月9日   | 札幌中島スポーツセンター            |
| 第14代 | カサンドロ                 | 1        | 1992年10月29日 | メヒコ州トルーカ                    |
| 第15代 | セマタリスタ               | 1        | 1994年6月14日  | ケレタロ州ケレタロ                  |
| 第16代 | ロコ・バレンティーノ       | 1        | 1994年9月22日  | イダルゴ州トゥランシンゴ 1995年返上 |
| 第17代 | カト・クン・リー・ジュニア | 1        | 1997年5月9日   | イダルゴ州トゥランシンゴ 不明 封印  |
| 第18代 | 長瀬館長                   | 1        | 2015年9月3日   | 新木場1stRING 新井健一郎            |